# Belted Galloway

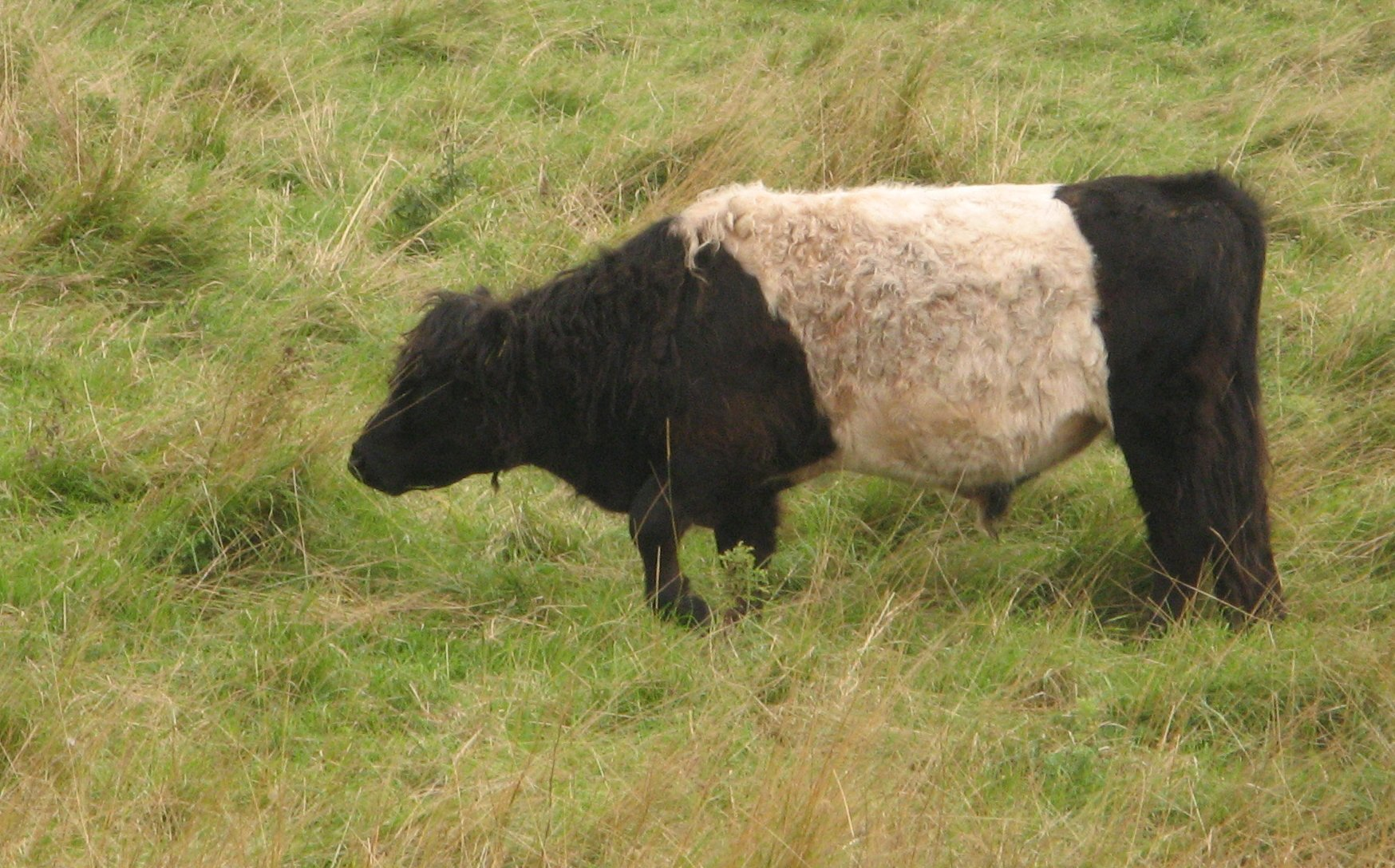
Bulle auf einer Schleswig-Holsteiner Weide

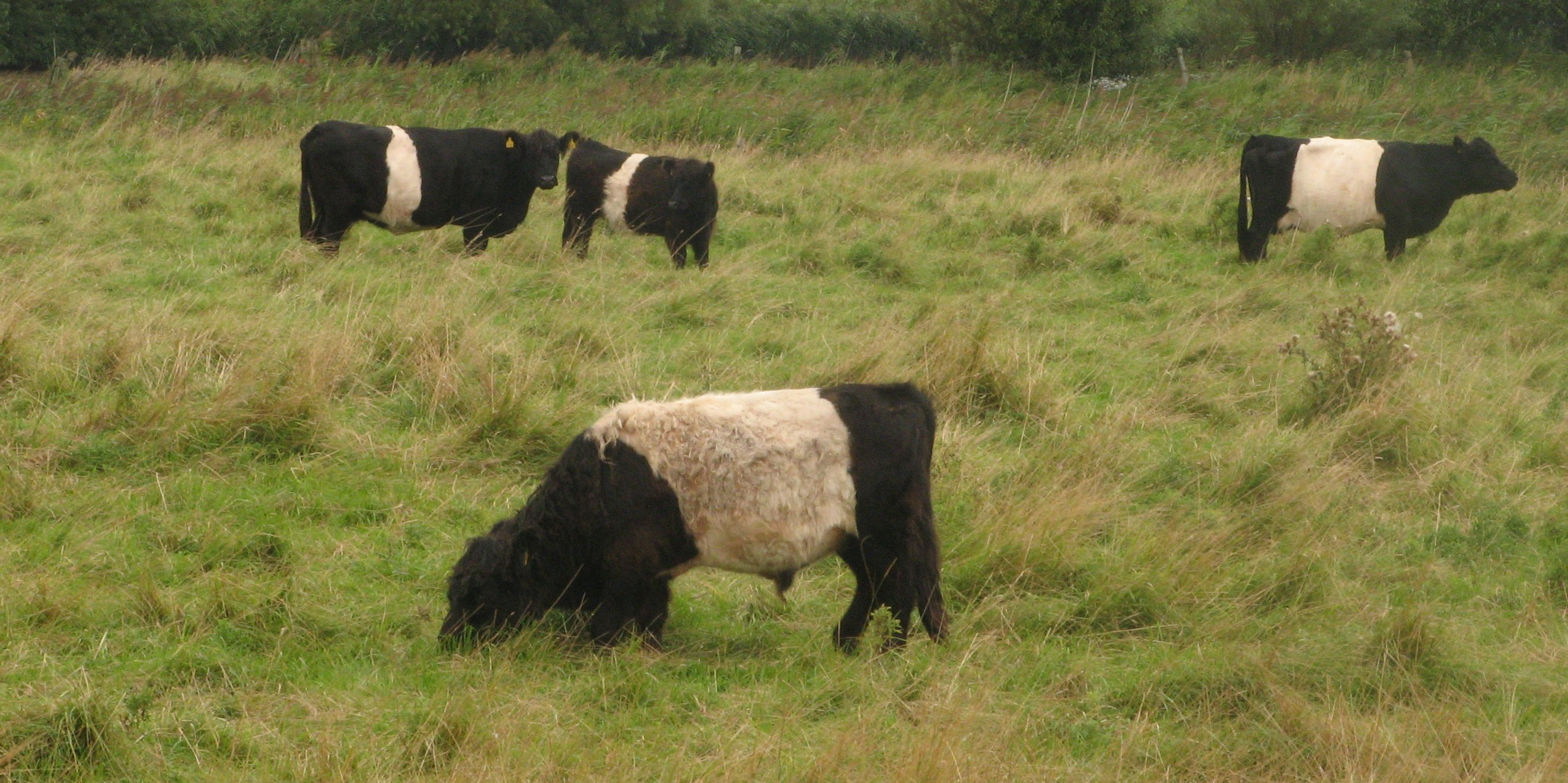
Herde

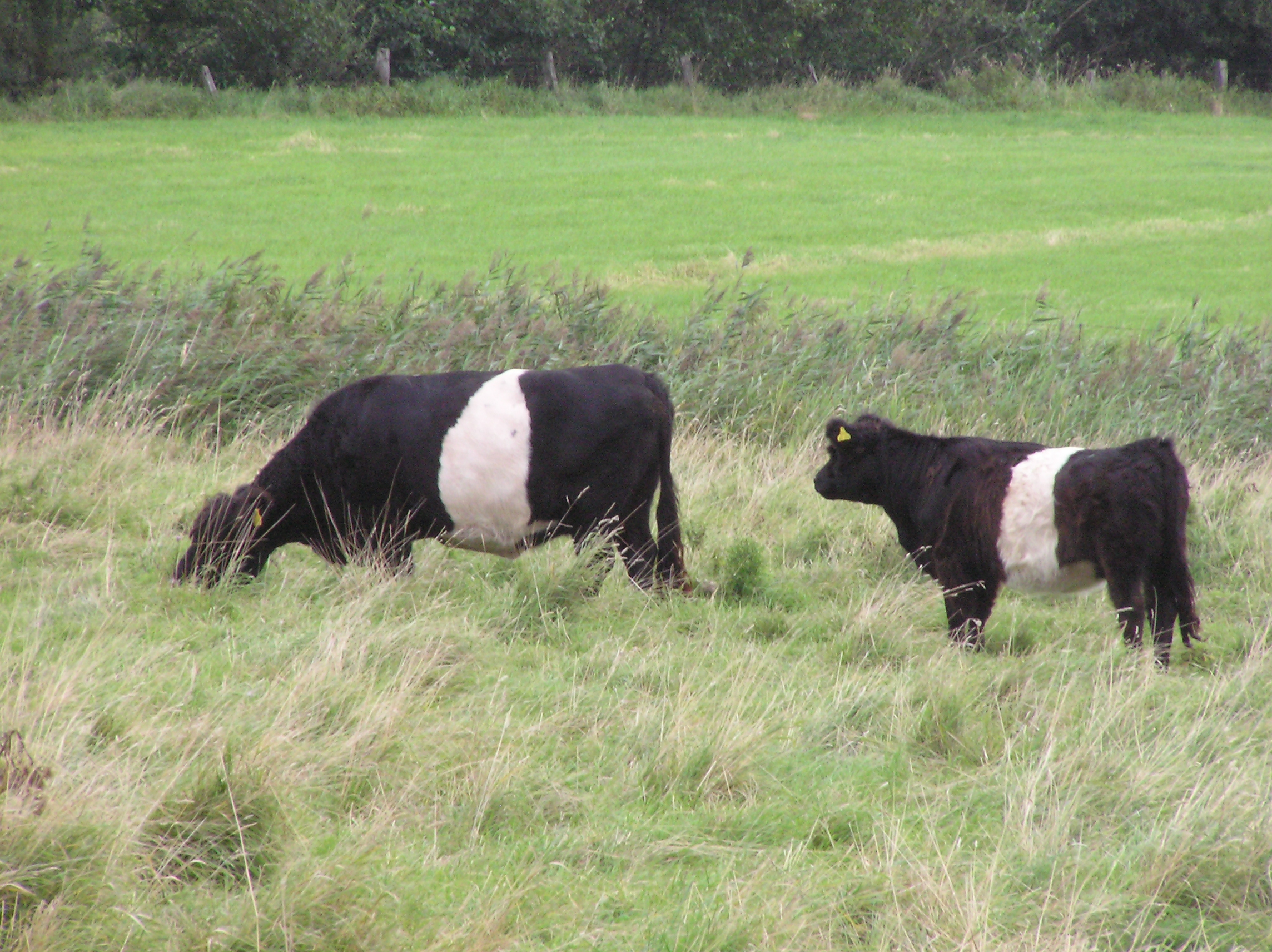
Neukoog Nordstrand

Belted Galloway oder Belties sind eine Rinderrasse, die aus der Kreuzung von schottischen Galloway-Rindern mit einer nicht mit Sicherheit bestimmbaren zweiten Ursprungsrasse entstand. Die Rinder haben das lange Fell der Galloways mit einem auffallenden weißen Bauchstreifen (belt) sowie keine Hörner. Vor allem werden sie als Fleischrasse gezüchtet. In Großbritannien steht die vergleichsweise selten gehaltene Rinderrasse auf der Beobachtungsliste des Rare Breeds Survival Trust.

## Eigenschaften
Belted Galloway haben ein langhaariges Fell, das aus einem dichten Unterhaar und einem langen welligen Deckhaar besteht. Sie sind so in der Lage, auch in ungünstigem Klima das ganze Jahr draußen zu bleiben. Da sie ihre Wärme vor allem durch die zwei Felllagen und nicht durch Fett speichern, haben sie vergleichsweise mageres Fleisch. Bullen wiegen etwa 800 Kilogramm bei einer Widerristhöhe von 130 cm, Kühe haben ein Durchschnittsgewicht von 550 Kilogramm bei einer Widerristhöhe von 120 cm. Die Rinder zeichnen sich dadurch aus, dass sie auch auf Weiden gehalten werden können, die andere Rassen ablehnen würden, und auch ausschließlich mit Gras noch hochwertiges Fleisch produzieren, wobei sie Tests zufolge mehr verschiedene Pflanzenarten fressen als andere Rinderrassen. Sie leben im Vergleich zu anderen Rinderrassen lang und können 17 bis 20 Jahre alt werden. Die kleinrahmigen, tiefgestellten Tiere sind leichtkalbig.

## Geschichte
Belted Galloways sind urkundlich das erste Mal im 16. Jahrhundert in der schottischen Provinz Galloway nachweisbar, ihre genauen Ursprungsrassen können trotz genetischer Untersuchungen nicht eindeutig bestimmt werden. Zusammen mit den Galloways mutmaßen viele Forscher vor allem niederländische Lakenvelder Rinder. Sicher ist allerdings, dass sie nicht aus einer Kreuzung mit einer Milchviehrasse abstammen und genetisch mittlerweile näher mit Aberdeen Angus und Murray Grey verwandt sind als mit Galloway-Rindern.
Nachdem die schottische Galloway Cattle Society sich weigerte, ein Herdbuch für Belted Galloway zu führen, und die Züchter von regulären Galloway vom Dun-Farbschlag dasselbe Problem hatten, gründeten sie 1921 die „Dun und Belted Galloway Breeder’s Association“. Im ersten Herdbuch von 1922 standen 200 Belties. Nachdem die Galloway Cattle Society seit 1951 auch Tiere vom Farbschlag Dun anerkannte, verließen deren Züchter ihre alte Heimat und die Vereinigung für die Belties benannte sich in „Belted Galloway Cattle Society“ um. Von den sogenannten Gründungsherden existieren heute Mochrum und Lullenden in Schottland.

## Verbreitung
Zurzeit werden im Hauptherdbuch etwa 1500 Belted-Kühe geführt (black-, dun- und red-belted). Sie werden deshalb von der American Livestock Breeds Conservancy als „unter Beobachtung“ geführt. Black (schwarze) Belties sind mit Abstand am häufigsten, red (rote) und dun (falb, gelbbraun) kommen aber ebenfalls vor.
Am zahlreichsten sind Belted Galloway in den USA, wo die Tiere 1939 das erste Mal eingeführt wurden; im Jahre 2010 gab es dort ca. 14.000 eingetragene Herdbuchtiere. In den USA züchten vor allem Farmer an der Ostküste die Rasse mit Herden in Neu-England, dem Mittelwesten und den Südwesten. In Staaten wie Kalifornien, Oregon oder Texas gibt es einzelne Herden. In Australien ist die Rasse über das ganze Land verbreitet und bis in die subtropischen Regionen hinein vorhanden. Beliebt sind sie auch in anderen englischsprachigen Ländern wie dem Vereinigten Königreich oder Irland.

## Status
Während international Belted Galloways als separate Rasse geführt werden, erkennt der BDG (Bundesverband deutscher Gallowayzüchter e. V.) nur „Galloway“ als Rassebezeichnung an, führt ein gemeinsames Herdbuch für beide Galloways und erlaubt „reinrassige“ Kreuzungen zwischen Belties und Galloway. Eine Ausnahme in Deutschland bildet der FRZ (Verband Schleswig-Holsteiner Fleischrinderzüchter e. V.), der Galloways, Belted Galloways und Deutsch Galloways (Kreuzung zwischen Belted und Galloways) unterscheidet.